# هازجة حقل الأرز

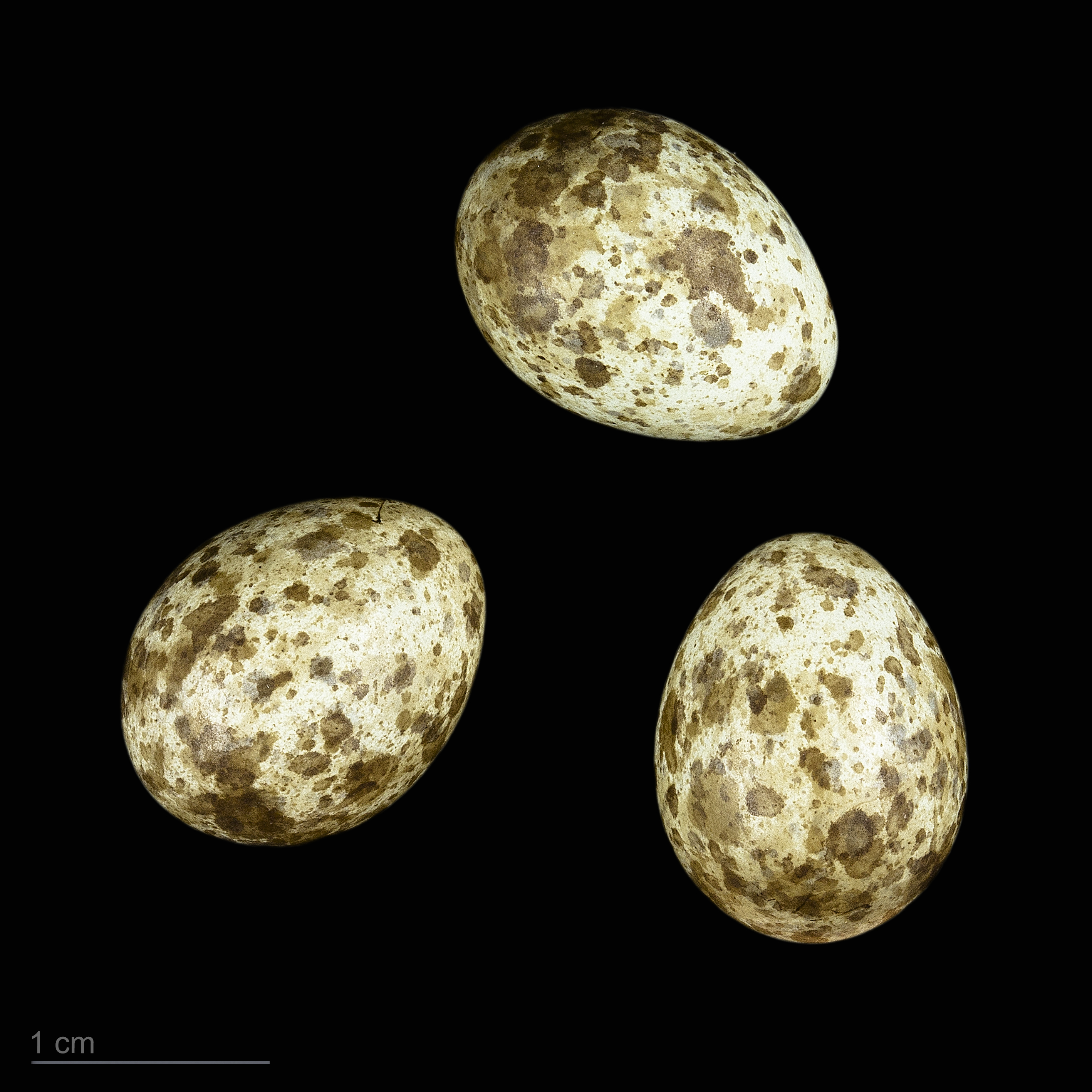
Acrocephalus agricola

هازجة حقل الأرز (الاسم العلمي: Acrocephalus agricola) هو نوع من جنس عصفور القصب.